# Ариэль Ребель
Ариэль Ребель (англ. Ariel Rebel; род. 23 сентября 1985, Монреаль, Квебек, Канада) — канадская онлайн-порноактриса, модель, фотограф, кулинарный блогер и веб-дизайнер. Франкоканадка и метиска по происхождению.

## Карьера
Ариэль училась на модельера в Монреале, а затем работала в секс-шопе, прежде чем решила начать карьеру для взрослых.
Начала карьеру эротической модели в 2005 году, открыв собственный порносайт. В 2008 году партнёрская программа для взрослых «Pancho Dog» создала онлайн-комикс. Снималась для журналов «AVN», «Hustler», «New Look», «Barely Legal», «18Eighteen» и др. В 2011 году исполнила роль Одри в мини-фильме «The Mask of James Henry». В 2012 году открыла кулинарный блог «Zesty & Spicy» и исполнила роль ассистентки Cat в кулинарном шоу «Pat le Chef». В своих работах Ариэль в основном придерживается направленности на «софт». C 2013 года снимается в порнофильмах студии «Video Marc Dorcel». Во всех этих фильмах она исполняет сцены с девушками.
Родной язык Ариэль — французский, но она также свободно владеет английским языком.

## Фильмография
- 2007 — Webdreams (сезон 2, эпизод 1)
- 2011 — The Mask of James Henry
- 2013 — Pornstar: Ariel Rebel
- 2013 — Pornochic 24: Ariel & Lola
- 2013 — Russian Institute: Vacances chez mes parents
- 2013 — Soubrettes Services: Lola, au plaisir de monsieur
- 2016 — Inside Dorcel: Ariel Rebel
- 2016 — Pornochic 27: Superstars
- 2016 — The Lustful Widow (Les vices de la veuve)
- 2016 — Luxure: L'epouse parfaite

## Награды и номинации
| Год  | Награда    | Категория                               | Работа                                       | Результат |
| ---- | ---------- | --------------------------------------- | -------------------------------------------- | --------- |
| 2007 | BAA Award  | Best Solo Girl Site                     |                                              | Победа    |
| 2008 | XBIZ Award | Web Babe/Starlet of the Year            |                                              | Номинация |
| 2009 | AVN Awards | Web Starlet Of The Year                 |                                              | Номинация |
| 2010 | XBIZ Award | Web Babe of the Year (People’s Choice)  |                                              | Победа    |
| 2010 | XBIZ Award | Web Babe/Starlet of the Year            |                                              | Номинация |
| 2011 | AVN Awards | Best Web Star                           |                                              | Номинация |
| 2011 | XBIZ Award | Web Babe of the Year                    |                                              | Номинация |
| 2011 | Ynot Award | Best Solo Girl Website                  |                                              | Номинация |
| 2012 | AVN Awards | Best Solo Girl Website of the Year      |                                              | Победа    |
| 2012 | FreeOnes   | Best Adult Model                        |                                              | Победа    |
| 2012 | XBIZ Award | Web Babe of the Year                    |                                              | Номинация |
| 2014 | XBIZ Award | Best Scene — All-Girl                   | Ariel & Lola: Pornochic 24                   | Победа    |
| 2014 | XBIZ Award | Web Star of the Year                    |                                              | Номинация |
| 2015 | AVN Awards | Best Scene in a Foreign-Shot Production | Russian Institute 19: Holidays at My Parents | Номинация |
| 2015 | XBIZ Award | Web Star of the Year                    |                                              | Победа    |
| 2015 | XBIZ Award | Best Scene — All-Girl                   | Russian Institute 19: Holidays at My Parents | Номинация |
| 2016 | AVN Awards | Best Solo Girl Website                  |                                              | Номинация |